# The Good Woman
The Good Woman est un film muet américain réalisé par William V. Mong et sorti en 1916.

## Fiche technique
- Réalisation : William V. Mong
- Scénario : William V. Mong
- Date de sortie : 
  - États-Unis : 9 décembre 1916

## Distribution
- William V. Mong : Kansas Reeves
- Nellie Allen : Bessie
- Harry Holden : Joseph Allen
- George C. Pearce : Pratt
- Frank Whitson : Tim
- Annabelle Maurese : Molly